# Galánfi András
Galánfi András (Hajdúszoboszló, 1945. március 25. –) Kossuth-díjas magyar népművész, fafaragó iparművész, a Népművészet Mestere. A Magyar Művészeti Akadémia levelező tagja (2012).

## Életútja
Pedagógus családban született, s maga is szülei hivatását választotta. Elvégezte a Debreceni Tanítóképző Főiskolát, majd Nyíregyházán a testnevelő tanári szakot, a Testnevelési Főiskolán pedig az edzői szakot és nyugalomba vonulásáig tanított. A tanítás mellett az előadói pálya is nagyon vonzotta, máig számon tartják előadóművészként is, megalapította a Fiatalok Népművészeti Stúdióját.
Az 1970-es évektől a tanítás mellett főleg fafaragással foglalkozott, köztéri gyermekjátékokat, padokat, bútorokat készített. A hagyományos fabútorok mellett elkezdett farönkökből faragni. Rendkívüli érzékkel tudta megválasztani alapanyagát, a farönköt, s mesteri bútorokat (pad, szék, asztal) faragott azokból. Mintegy rátalált az ősi rönkbútor hagyományának folytatására, saját maga tervezte és kivitelezte a rönkbútorokat. 1985 óta már nemcsak népművészként, hanem fafaragó népi iparművészként is számon tartják iparművészeti szakmai körökben. A hajdúsámsoni II. Rákóczi Ferenc Általános Iskola dísztermét Galánfi András és Matl Péter fa domborművei díszítik.
A fafaragásban ügyes gyermekek és ifjak sokat tanultak tőle, főleg a nyári alkotói táborokban. 1992-ben megalapította a Nádudvari Kézműves Szakiskolát, amely európai hírűvé emelkedett, Írországból, Új-Zélandról, Walesből, Finnországból, Dániából, Norvégiából is jöttek a tanulni vágyók, méghozzá úgy, hogy semmiféle hírverést nem csaptak, csak tették a dolgukat és ennek a kisugárzása vonzotta oda az embereket. Ezen iskola igazgatóhelyetteseként vonult nyugalomba 2008-ban, közben a Hortobágyi Nemzeti Park Látogatóközpontjában működő kézműves táboroknak is egyik legjobb szakmai vezetője.

## Díjak, elismerések
- Király Zsiga-díj (1996)
- Népművészet Mestere díj (1997)
- Pro Renovanda Cultura Hungariae (1998)
- Kossuth-díj (2017)
- A Magyar Kultúra Lovagja (2017)
- Tiszteletbeli Örökös Pásztor[4]